# Disney's Aladdin (videojuego de Capcom)
Disney's Aladdin es un videojuego de plataformas de 1993 desarrollado y publicado por Capcom para Super Nintendo Entertainment System, basado en la película animada de Disney de 1992 del mismo nombre. Disney's Aladdin es un videojuego de desplazamiento lateral en 2D en el que el jugador controla a Aladdin y su mono Abu. Fue diseñado por Shinji Mikami.
El juego fue lanzado en noviembre de 1993, el mismo mes en que Virgin Games lanzó otro juego con el mismo título para Sega Genesis. Los dos juegos varían en algunos aspectos; en el juego de Virgin, Aladdin empuña una cimitarra, lo que no es el caso en el juego de Capcom. El juego de Capcom fue portado a Game Boy Advance (GBA) en Japón el 1 de agosto de 2003, en Europa el 19 de marzo de 2004, y en Norteamérica el 28 de septiembre de 2004.

## Jugabilidad
Disney's Aladdin es un videojuego de plataformas de desplazamiento lateral en el que el jugador controla al personaje principal del mismo nombre a través de varias etapas que tienen lugar en toda la ciudad de Agrabah. Dentro de cada etapa, Aladdin derrota a los enemigos saltando sobre ellos o desorientándolos arrojándoles manzanas mientras evita obstáculos peligrosos. Las gemas se pueden recolectar para ganar vidas y puntos adicionales, y 10 gemas rojas ubicadas dentro de cada etapa aumentarán sustancialmente la puntuación del jugador. La mayoría de las etapas contienen un cofre del tesoro que sostiene un escarabajo que vuela durante unos segundos, si el jugador lo recoge antes de que desaparezca, accederá a una etapa de bonificación en la que giran una rueda que le permite a Genie otorgarles vidas extra y otras bonificaciones especiales. Aladdin tiene un medidor de salud de corazones, comenzando con 3, que se agotará cada vez que lo golpeen. Estos se pueden aumentar a través de recolecciones o también a través de las etapas de bonificación.
El escape de la Cueva de las Maravillas y el paseo en alfombra con la Princesa Jasmine son etapas en las que el jugador recorre la Alfombra Mágica a través de etapas de autodesplazamiento. Mientras que en la Cueva de las Maravillas el jugador debe atravesar hacia arriba y hacia abajo para evitar obstáculos peligrosos mientras supera las olas de lava, el viaje con Jasmine es una etapa de bonificación de vuelo libre (entre las etapas 5 y 6) en la que el jugador puede recolectar gemas; la etapa de bonificación termina cuando termina la melodía de "A Whole New World". Las etapas 1, 6 y 7 tienen un jefe al que derrotar, siendo la etapa 7 la etapa final; las etapas 2, 3, 4 y 5 requieren llegar al final para completarse.

## Recepción
Los cuatro revisores de Electronic Gaming Monthly calificaron la versión Super NES con un 8, 8, 9 y 8 de 10, sumando 33 de 40 (promedio 8.25 de 10). Comentaron que los gráficos, la animación, la música y la jugabilidad son excepcionales. Los cuatro revisores de GameFan lo calificaron 90%, 89%, 87% y 90%. Pedro Hernández de Nintendo World Report dio una crítica positiva al juego, diciendo que "Capcom realmente hizo algo grandioso con este juego de Super NES". Un crítico de ScrewAttack también le dio al juego una crítica positiva, diciendo que era uno de los mejores juegos de SNES. Aladdin demostró ser un éxito comercial, vendiendo aproximadamente 1.8 millones de copias en todo el mundo, convirtiéndose en el juego más vendido de Capcom para Super Nintendo Entertainment System después de Street Fighter II y sus diversas versiones.
Shinji Mikami, el diseñador del juego, dijo que si no hubiera creado el juego de SNES, "probablemente compraría" el juego de Virgin porque tiene una espada y una mejor animación.
El puerto de GBA recibió críticas mixtas. Avi Fryman de GameSpy calificó el puerto de Disney's Aladdin como "el más monumentalmente decepcionante" de todos los puertos desde SNES hasta GBA.